# Alèmyé
Albums de Mahmoud Ahmed
Almaz
(1973) Erè Mèla Mèla
(1975)
Alèmyé (en amharique : እለምዩ።, signifiant en français « Mon monde à moi ») est un album du chanteur éthiopien Mahmoud Ahmed, l'un des chefs de file de l'éthio-jazz, réalisé en collaboration avec l'Ibex Band, et paru en octobre 1974 sur le label Amha Records. Avec le succès et la redécouverte en Occident du « groove éthiopien » sous l'impulsion de la collection Éthiopiques du label français Buda Musique consacré à la musique éthiopienne, il est réédité le 25 février 2005.

## Historique
C'est le deuxième album de Mahmoud Ahmed publié en octobre 1974 sous forme d'un vinyl 33 tours, un an après Almaz, et un an avant Erè Mèla Mèla. De mai 1974 à février 1975, tous les titres paraissent en 45 tours sur le label Amha Records.
Avec le succès en Europe et aux États-Unis de l'éthio-jazz, Mahmoud Ahmed se produit à nouveau sur scène et ses albums sont réédités à partir de 1999 dans la collection Éthiopiques ; Alèmyé (auquel sont ajoutées les chansons Eyèw Demamu et Tezeta) devient le volume 19 de la collection en 2005.

## Titres de l'album
| Édition originale Amha Records de 1974 Face A 1. Nèy Dènun Tesèsh 2. Gubelyé 3. Bèlay Bèlaya 4. Alèmyé 5. Wègènié Face B 1. Tezeta 2. Etugèla 3. Antchi Eném Wedèdjign 4. Eyèw Demamu | Réédition Éthiopiques-Buda Musique volume 19 de 2005 1. Alèmyé (« Mon monde à moi ») - 6 min 19 s 2. Wègènié (« Ma parente ») - 5 min 25 s 3. Etu Gèla (« Ma sœur, mon corps ») - 5 min 53 s 4. Eyèw Demamu (« Regardez ce beau minois ») - 5 min 38 s 5. Nèy Dènun Tesèsh (« Viens à travers le bosquet ») - 4 min 41 s 6. Bèlayza Bèlaya (« Souveraine et incomparable ») - 4 min 34 s 7. Antchi Eném Wedèdjign (« Aime-moi ») - 4 min 03 s 8. Gubelyé (« Ma beauté ») - 6 min 53 s 9. Tezeta (« Spleen ») - 12 min 29 s |

## Réception critique
La base de données AllMusic accorde en 2005 une note de 4⁄5 considérant que cet album de Mahmoud Ahmed « incarne le groove éthiopien, mélancolique et sombre » combinant autant les sonorités propres de son pays, que l'influence du Moyen-Orient et du funk, de la soul et du jazz nord-américains, soulignant toutefois la qualité médiocre de l'enregistrement séminal.